# Haute-Vigneulles
Haute-Vigneulles è un comune francese di 442 abitanti situato nel dipartimento della Mosella nella regione del Grand Est.

## Società

### Evoluzione demografica
Abitanti censiti